# 1935년 공익사업지주회사법
1935년 공익사업지주회사법(영어: Public Utility Holding Company Act of 1935, PUHCA)은 휠러-레이번 법(Wheeler-Rayburn Act)으로도 알려져 있으며, 미국 연방 법률로 미국 증권거래위원회에 전력 공익사업 지주회사를 규제, 허가, 해체할 권한을 부여했다. 이 법은 지주회사의 운영을 단일 주로 제한하여 효과적인 주 규제를 받도록 했다. 또한 2단계 이상을 가진 모든 지주회사를 해체하여 기업 분할을 강제함으로써 각각 제한된 지리적 영역에 서비스를 제공하는 단일 통합 시스템이 되도록 했다. PUHCA의 또 다른 목적은 규제 대상 사업에 종사하는 공익사업 지주회사가 비규제 대상 사업에도 종사하는 것을 막는 것이었다. 이 법은 1928-35년 연방거래위원회의 전력 산업 조사 결과 및 권고 사항을 기반으로 했다. 1935년 3월 12일, 프랭클린 D. 루스벨트 대통령은 그가 위원회에 의뢰한 보고서인  국립 전력 정책 위원회의 보고서를 발표했다. 이 보고서는 PUHCA의 청사진이 되었다. 이 법의 통과를 둘러싼 정치적 싸움은 뉴딜 시대에서 가장 치열한 싸움 중 하나였으며, 이후 일렉트릭 본드 앤 셰어 컴퍼니가 이끄는 지주회사들의 11년간의 법적 항소가 이어졌고, 결국 1961년에 해체가 완료되었다.
1935년 8월 26일, 프랭클린 D. 루스벨트 대통령은 이 법안에 서명하여 법으로 제정했다.
2005년 에너지 정책법은 조지 W. 부시 행정부에서 PUHCA를 폐지했다.

## 배경
공익사업지주회사법의 통과는 미국에서 전기의 공공 개발과 민간 개발 사이의 30년간의 전국적인 싸움의 절정이었다. 우편 서비스, 공공 도로, 학교, 사회 보장, 국민 건강 보험, 전력 생산의 공공 소유권과 같은 다른 사회 문제들은 대부분의 유럽과 미국 지역이 혼합 경제를 지지하는 세계적인 현상의 일부였다. 전국 전기 조명 협회와 그 회원사들은 1920년대 미국 최대의 홍보 캠페인을 조직했다. 이 캠페인은 한편으로는 공공 소유권을 낙인찍고, 다른 한편으로는 민간 부문의 몇몇 거대한 다단계 지주회사로의 빠른 통합을 촉진하는 두 가지 목표를 가지고 있었다. 공공 시스템을 운영하는 거의 2,000개의 도시들이 네브래스카주 상원의원 조지 W. 노리스, 몬태나주 상원의원 토머스 J. 월시, 펜실베이니아주 주지사 기퍼드 핀쇼의 주도로 1928년 상원 결의안 83호를 통과시켰고, 이는 연방거래위원회에 산업의 재정 및 공공 소유 공익사업에 대한 선전 전쟁에 대한 자세한 조사를 지시했다. 이 7년간의 조사는 1929년 월스트리트 대폭락 이후 특별한 의미를 지니게 되었는데, 조사 초기 단계에서 6~10단계로 이루어진 피라미드 지주회사 구조 내에 숨겨진 대규모 부패가 드러나 소수의 손에 재정적 권력이 집중되었음이 밝혀졌기 때문이다.
1932년 6월, 39개 주에서 운영되던 최대 전력 지주회사 중 하나인 미들 웨스트 유틸리티(Middle West Utility) 제국이 파산하여 동부와 중서부 전역의 수십만 명의 소액 투자자들의 평생 저축을 파괴했다. 공공 전력을 지지했던 뉴욕 주지사 프랭클린 델라노 루스벨트는 전력 산업 개혁을 공약으로 내세워 제32대 대통령에 당선되었다. 재임 초기에는 테네시강 유역 개발 공사, 보니빌 전력 관리국, 캘리포니아의 중앙 계곡 프로젝트와 같은 대규모 공공 사업 프로젝트를 포함했다. 이들은 모두 수만 명의 사람들에게 일자리를 제공한 거대한 연방 자금 지원 수자원 및 전력 프로젝트였다. 이 프로젝트들 중 가장 중요한 것은 농촌 전력화 관리국으로, 수익성이 없다는 이유로 국내 도시 기반 전력 산업에서 외면했던 농촌 지역에 마침내 전기를 공급했다.
연방거래위원회의 7년간의 조사가 마무리되기 시작하자, 루스벨트는 조사 결과와 권고 사항을 정리하기 위해 국가 전력 정책 위원회(National Power Policy Committee, NPPC)를 구성했다. PUHCA는 원래 프랭클린 델라노 루스벨트가 그의 두 번째 국정 연설에서 요청한 것이며, NPPC가 수행한 작업을 기반으로 했다. 위원회는 연방 기관들로 구성되었고, 1928-35년 연방거래위원회의 63,000페이지 분량의 전력 조사를 감독했던 로버트 E. 힐리가 이끌었다. 1935년 2월 6일, 휠러-레이번 법안은 휠러 상원의원 (S 1725)과 레이번 하원의원 (HR 5423)에 의해 발의되었다. 이 법안은 1929년 월스트리트 대폭락과 이어진 대공황 이후 제정된 여러 뉴딜 독점 금지 및 미국 증권 규제 이니셔티브 중 하나였다. 1932년까지 상위 8개 대형 공익사업 지주회사가 투자자 소유 전력 산업의 73%를 장악했다. 그들의 복잡하고, 고도로 레버리징된, 기업 구조는 개별 주에서 규제하기가 매우 어려웠다.

## 역사
뉴딜 의제는 PUHCA 통과를 두고 가장 큰 입법 싸움에 직면하게 된다. 1928년 3월부터 연방거래위원회 (FTC)는 전력 산업 조사에 대한 월간 보고서를 상원에 제출하고 있었다. 1934년 11월 15일, FTC는 94권 조사 보고서 중 71A 부분을 발표했는데, 이는 수십 년간 지속된 일반 대중과 전력 시설의 지방 소유를 지지하는 세력에 대한 "선전" 전쟁을 요약한 것이었다. FTC의 계속되는 공청회나 월간 보고서에 대한 국내 보수 언론의 보도는 거의 없었지만, 곧 상황은 바뀌었다.
1934년 11월 20일, AP통신은 루스벨트의 국가 전력 정책 위원회(NPPC)에 대한 상세한 기사를 발표했다. 루스벨트는 1934년 7월 29일 NPPC를 설립하여 FTC의 대규모 전력 산업 조사를 검토하고 보고하게 했다. 루스벨트는 미국 증권거래위원회 위원이자 전 판사였으며, FTC의 전력 조사 책임자였던 로버트 E. 힐리를 NPPC 검토를 이끌도록 지명했다. 이 기사는 NPPC나 FTC가 전력 산업에 대한 보고서나 권고안을 발표하기 두 달 전에 행정부의 모든 입법 계획을 공개했다.

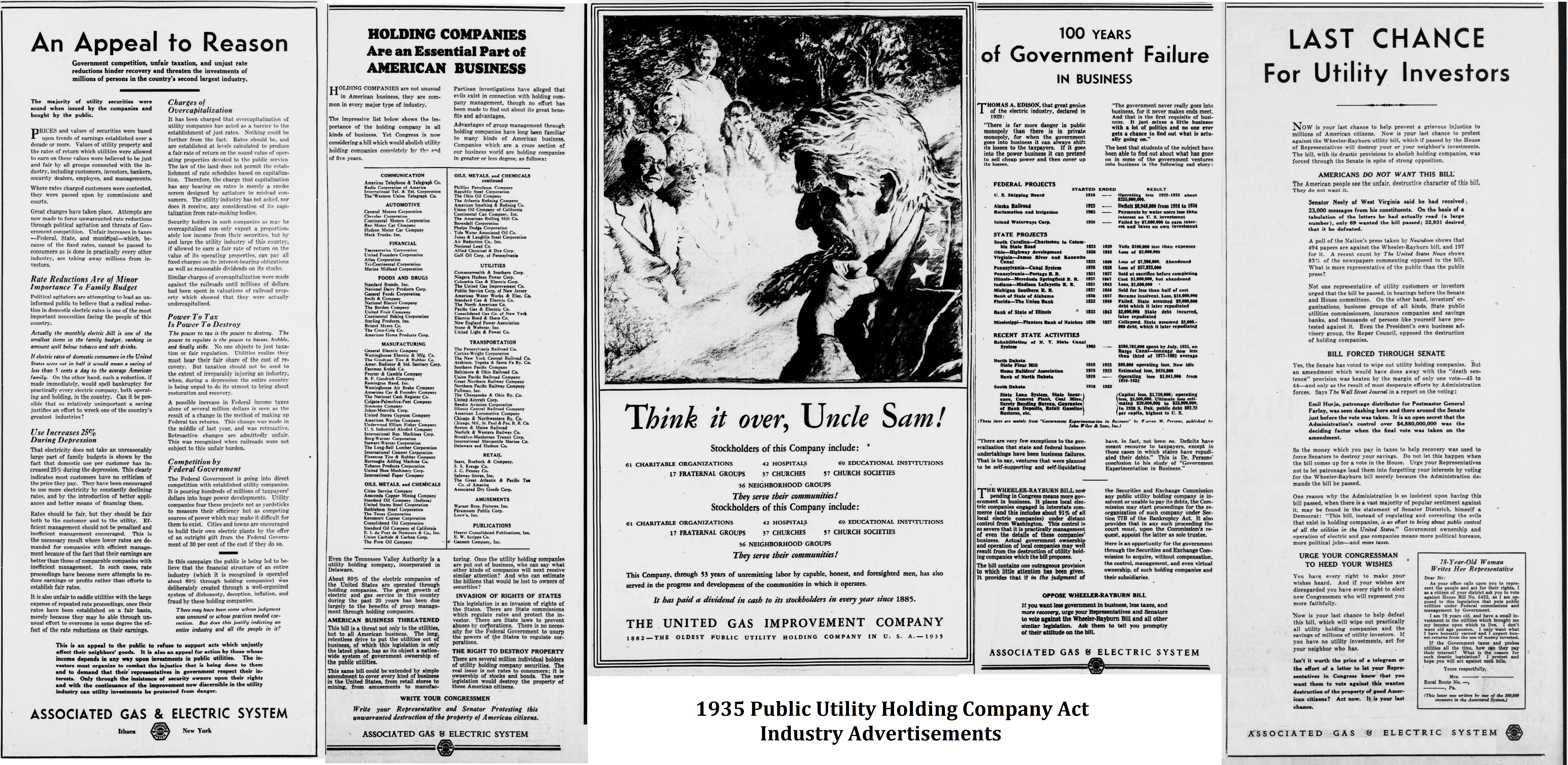
1935년 1월~6월 워싱턴 이브닝 스타에 실린 광고 모음

1935년 1월 4일, 루스벨트는 그의 두 번째 국정 연설에서 전력 산업을 규제할 계획을 발표했다. FTC 조사는 재정 연구와 천연가스 산업에 대한 작업이 아직 완료되지 않아 1년이 더 걸릴 예정이었다. 그러나 1월 25일, FTC가 94권 조사 보고서 중 73A 부분을 미국 상원에 공개하기 3일 전, 전력 지주회사에 대한 재정 권고 사항을 다루는 거대 Associated Gas & Electric (AG&E) 지주회사는 주요 신문에 첫 번째 대규모 반대 광고를 게재했다.
FTC는 1월 28일, 조사를 통해 밝혀진 업계 내 "악습과 조건"의 제거를 요구하는 200페이지 분량의 보고서를 발표했다. 1934년 11월 요약 보고서에서 FTC는 1919년으로 거슬러 올라가는 공공 전력 운동에 대한 "선전" 전쟁을 문서화했다. 사실, 업계 자체의 연례 회의록은 1890년대부터 공공 전력에 대한 캠페인이 활발했음을 분명히 보여준다. 1906년, 전국 전기 조명 협회(National Electric Light Association)의 "협력" 캠페인은 부분적으로 전국적인 공공 소유 운동을 감시하고 대응하기 위해 설립되었다.

### 보수 언론
산업계의 협력 캠페인의 필수적인 부분은 전국 언론과의 우호적인 홍보 전략이었다. 그 결과 FTC 조사는 뉴스가치가 없어 보였다. FTC는 업계 자체의 말로써 자사의 활동과 관련된 부정적인 보도나 역사를 검열하는 전국적인 선전 캠페인을 폭로했는데, 여기에는 국가 교과서 및 라디오 산업 조작도 포함되었다.
예를 들어, NBC(내셔널 브로드캐스팅 컴퍼니)의 초대 사장이었던 MH 에일스워스는 1921년부터 1926년까지 내셔널 일렉트릭 라이트 협회의 전무이사였다. 제너럴 일렉트릭이 Radio Corporation of America를 설립했고, 이 회사는 AT&T로부터 미국 최초의 라디오 네트워크를 인수하여 1926년에 NBC가 되었다.
FTC 조사는 광고비를 미끼로 전국 언론의 지지를 성공적으로 얻어내고 엄청난 양의 익명 자료를 출판을 위해 제출한 전력 산업의 방식에 대한 수천 페이지의 증언을 만들어냈다. 대부분 보수적인 국내 언론은 공익사업 공동체를 반미적이라고 낙인찍는 산업의 목표에 동맹을 맺었다. 1907-13년 기간으로 거슬러 올라가면, 공익사업위원회로 알려진 주 기관들이 설립되면서 전국적으로 전력 산업의 규제가 지방에서 주로 옮겨졌다. 사기업에 유리했던 이 변화는 대형 전력 회사를 일반적으로 지칭하는 "전력 신탁" 또는 "도시 대 주"의 권력 정치에 유리한 퇴행적인 변화로 프레임되었어야 했다. 그러나 보수 언론은 이러한 투쟁을 그렇게 프레임하지 않았고, 그들의 광고 고객인 전력 산업도 원하지 않았다. 지방에서 주 규제 감독으로의 전환은 또한 가장 큰 규제 포획 사례 중 하나를 나타낸다. 전력 산업의 복잡성과 1907년에서 1913년 사이에 통과된 모델 법률이 결합되어 거의 전적으로 전직 산업 전문가들로 구성된 위원회가 탄생했기 때문이다. 이러한 편향은 48개 주 위원회 중 46개가 법안에 대한 공청회에서 전력 산업에 공개적으로 편을 들었을 때 분명해졌다.
즉, 이 조사는 전력 산업이 뉴스 산업의 소유주 및 편집위원회와 개인적인 관계를 맺고 있었으며, 그래서 매달 수만 건의 무료 편집 기사를 받았음을 문서화했다. 많은 경우, 산업계 자체 언론 서비스가 콘텐츠를 배포했고, 지역 및 전국 신문들은 출처를 밝히지 않고 이를 재인쇄했다. 언론과의 동일한 관계는 그 이후로 언론이 반복한 "사형 선고" 조항으로 국가의 소액 투자자들을 공포에 떨게 함으로써 법안을 저지하려는 싸움을 구성하는 데 사용될 것이다.

### 의회에 법안 제출
1935년 2월 6일, 연방거래위원회가 6년간의 조사 끝에 결론과 권고안을 발표한 지 9일 후 휠러 상원의원(SB 1725)과 레이번 하원의원(HR 5423)은 역사상 가장 치열한 입법 싸움 중 하나가 된 법안을 제출했다.
휠러 상원의원의 법안은 상원 주간통상위원회에 제출되었고, 위원회는 공청회를 열고 5월 13일 14대 2로 수정안을 표결하여 통과시켰다. 이 법안은 6월 11일 상원 전체 회의에서 56대 32로 통과되었다. 그러나 레이번 하원의원은 전면전에 직면했다. 하원의원들은 수백만 통의 편지와 수십만 통의 전보로 법안 통과를 막으라는 압력을 받았고, 업계는 청문회에서 많은 전문가 증인을 내세웠다. 동시에 미등록 로비스트 군단이 하원의원 사무실 문을 들이닥쳤고, 전국 언론은 법안에 반대하는 대규모 광고와 사설로 도배되었다.

### 사형 조항, 하원 표결에서 실패

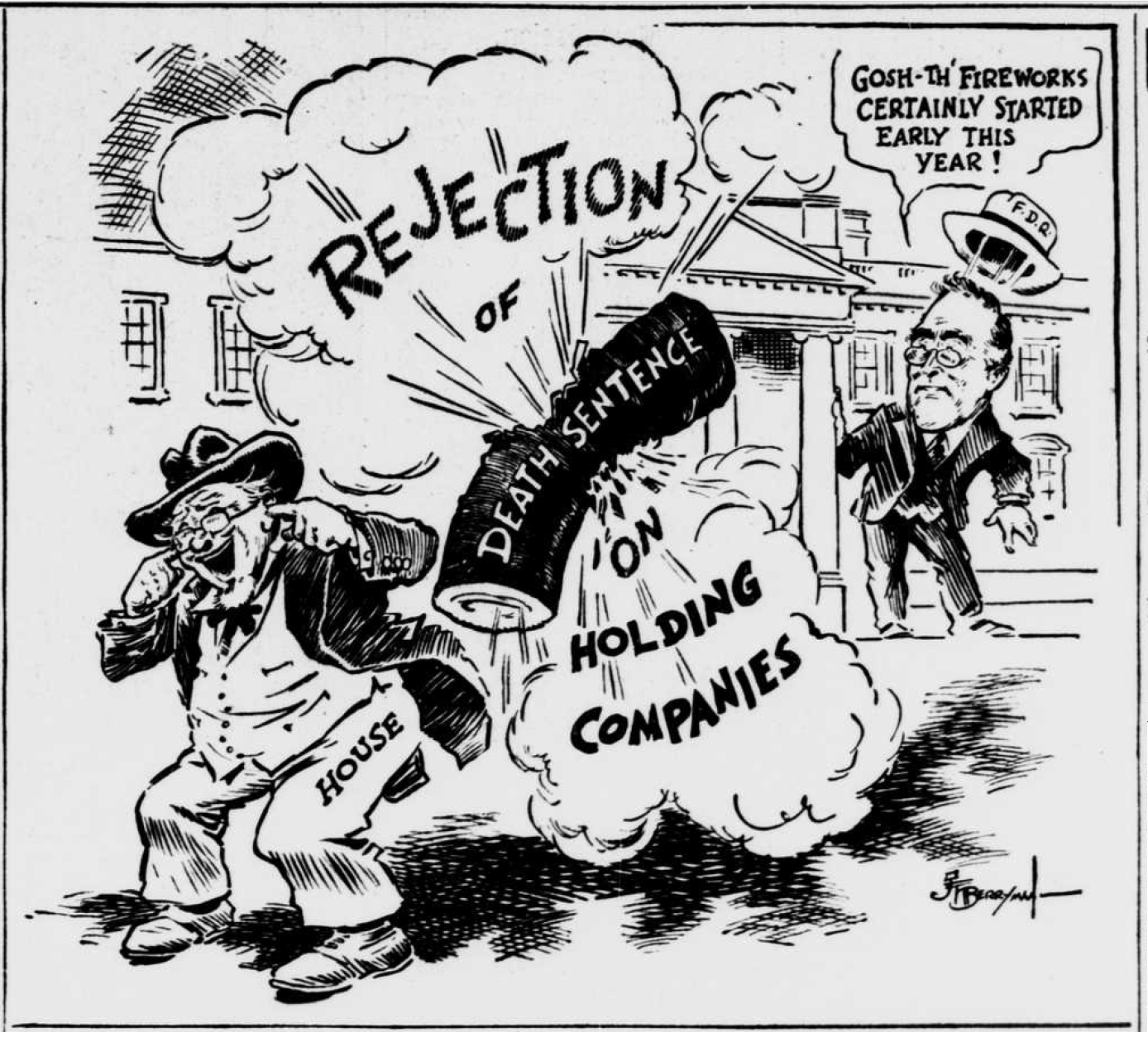
1935년 7월 3일 워싱턴 이브닝 스타에 실린 휠러-레이번 법안 사형 조항 만화

7월 2일, 전국 신문 헤드라인은 루스벨트와 그의 "사형 조항"이 하원에서 그 무시무시한 법안 제2조를 철회하면서 패배했다고 보도했다. 이 법에 대한 선전은 너무 극단적이어서 로비스트들은 루스벨트가 산업을 장악하려 한다고 주장하기까지 했다. 심지어 국내 공익사업 위원들의 반대도 불러왔지만, 한 가지 실수가 있었다. 전보의 거의 모든 출처가 몇몇 도시로 나타난 것이다. 조항이 철회된 같은 날, 상원은 로비를 조사하기 위한 새로운 위원회를 조직했다. 앨라배마주 상원의원 휴고 블랙이 조사 위원회 위원장으로 임명되었고, 하원도 특별 위원회를 개설했는데, 이 위원회는 산업 지지자가 이끌었으며 그는 자신의 시간을 대통령 공격에 사용했다.

### 전력 산업의 로비 캠페인 조사

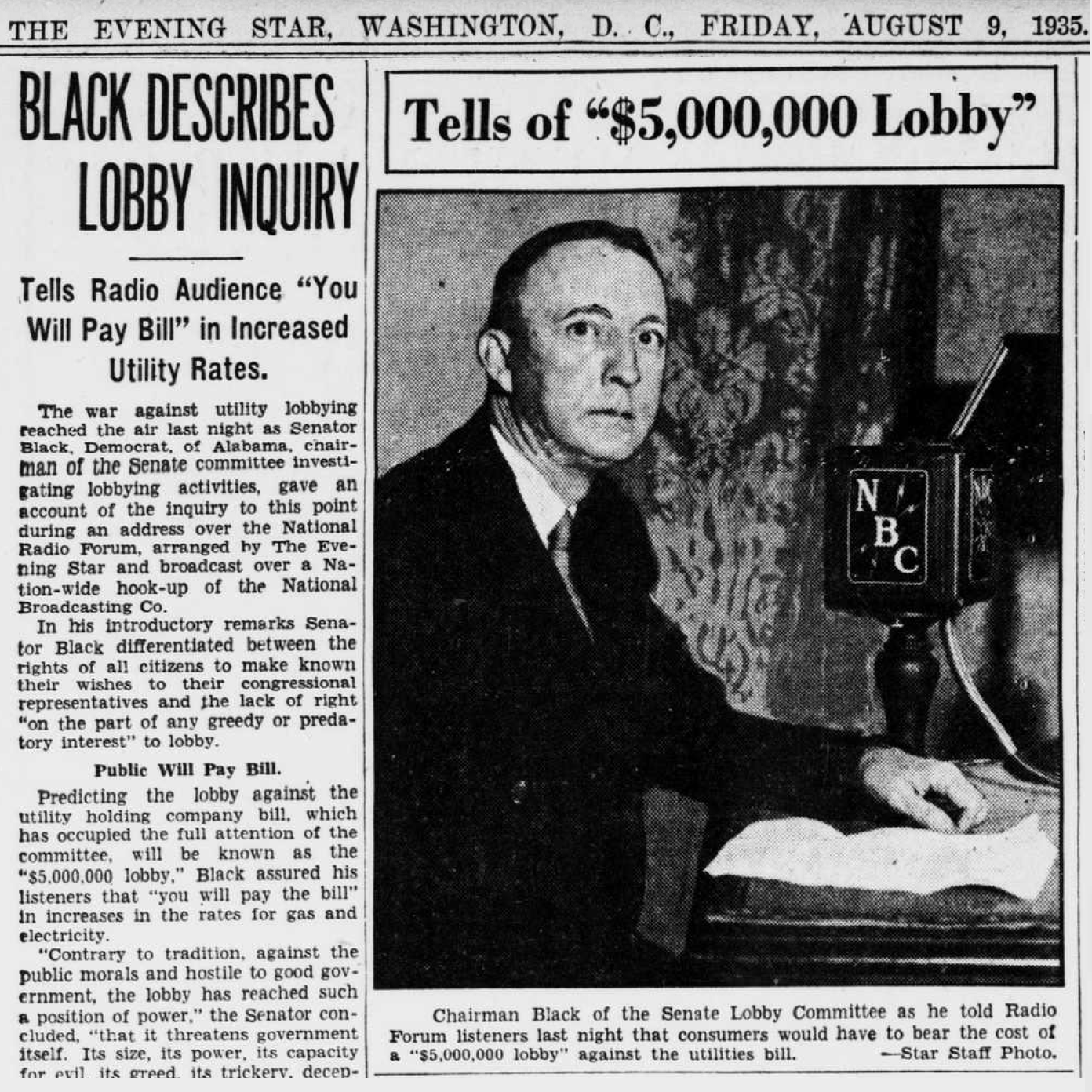
휴고 블랙 상원의원이 500만 달러 로비에 대해 증언하는 모습

블랙 위원회는 전력 산업이 법안에 대한 실제 대중의 반대가 있는 것처럼 보이게 하기 위해 조작한 가짜 전국 캠페인의 실체를 빠르게 파악했다. 8월 8일, 블랙은 전국 라디오 황금 시간대에 출연하여 법안에 반대하는 데 사용된 500만 달러(현재 9300만 달러에 해당) 전쟁을 설명했다. 그는 또한 AG&E의 수장인 하워드 C. 홉슨을 지목했는데, 홉슨은 위원회에 소환되었지만 아직 발견되지 않았다. 거의 파산 직전인 그의 회사는 법안에 반대하는 데 70만 달러 이상을 지출했다. AG&E는 시민들이 자신의 이름이 전보에 첨부된 사실을 모르는 채 시민을 사칭한 약 25만 통의 가짜 전보 뒤에 있는 것으로 밝혀졌다. 청문회는 가짜 운동의 수백만 통의 편지와 전보를 은폐하려는 필사적인 시도로 전력 회사 데이터의 파괴를 문서화했으며, 수만 통의 전보를 발송한 웨스턴 유니온 사무실조차 회사 정책에 위배되게 기록이 삭제되는 사고가 발생했다. 웨스턴 유니온은 결국 부분적으로 불에 탄 97,000통의 가짜 전보를 추적했다.
블랙 위원회의 로비 조사 중에 상원의원들이 자신들의 전화가 전력 회사에 의해 도청되었다는 주장, FTC의 광범위한 탈세 보고서, 심지어 뇌물 수수까지 포함한 다른 주요 문제들이 드러났다. 블랙 위원회의 공격적인 전술 사용은 덜 강력한 시민들에게 종종 사용되었던 것으로, 오늘날에도 보수주의자들에 의해 정부 남용의 역사적인 예로 사용된다.
더욱 극적인 방식으로, 하원 조사 위원회는 홉슨을 먼저 찾아낸 다음 그의 소환장을 이용하여 상원 조사로부터 그를 보호했지만, 홉슨이 산업 측을 홍보하도록 허용했다. 나중에 콘너 하원의원의 동생이 산업계로부터 2만 5천 달러를 받았다는 사실이 밝혀졌고, 위원회의 다른 위원들은 결국 위원장의 홉슨 보호 시도를 저지할 수 있었다. 홉슨을 가택 연금에 처한 다음 즉시 석방하는 방식으로, 이는 법적으로 상원이 그를 확보하는 것을 막았을 것이다. 이 스캔들은 루스벨트와 법안의 다른 지지자들에게 하원을 다시 표결로 이끌 수 있는 힘을 주었고, 결국 8월 24일 222대 112로 통과되었다. 홉슨은 결국 Associated Gas & Electric 요금 납부자들로부터 2천만 달러를 훔친 혐의로 유죄 판결을 받았다.
소위 "사형 선고" 조항은 살아남았다 – 20세기 가장 비싼 로비 캠페인은 실패했다.

### 지주회사 대 1935년 공익사업지주회사법 (1935-1954)
의회가 휠러-레이번 법안을 통과시킨 날부터 법적 문제 제기가 뉴스를 장식했다. 9월 24일, 에디슨 전기 협회는 PUHCA의 합헌성에 이의를 제기하며 소송을 제기했다. AP통신에 따르면, 10월 2일 연방거래위원회는 뉴욕의 전국 전기 제조업자 협회와 16개 회원 제조업체를 “불법적인 결합, 공모, 경쟁 제한 합의” 혐의로 고발했다. 같은 날, 미국 메릴랜드 지방법원에는 아메리칸 스테이츠 공익 서비스(American States Public Service Co.) 신탁 관리인을 위한 PUHCA에 대한 또 다른 소송이 제기되었다.
1935년 8월 26일 루스벨트 대통령이 휠러-레이번 법안에 서명하여 법률로 제정하자, 미국 증권거래위원회는 이제 1935년 공익사업지주회사법이라 불리는 이 법의 두 가지 주요 부분(제1편 및 제2편)을 시행하기 위한 준비를 시작했다. SEC의 1936년 연례 보고서에 명시된 바와 같이, 위원회는 7개의 새로운 규칙과 11개의 양식을 채택했으며, 모든 전력 회사들은 1935년 12월 31일까지 등록해야 했다. 1936년 6월까지는 65개 회사만이 등록했고, 추가로 375개 회사가 면제를 요청했다.
1935년 12월 7일까지, 전국 13개 지방 법원에 100개 이상의 회사를 대표하는 45건의 소송이 제기되었다. 같은 날, 미국 법무부와 SEC의 법률 고문은 미국 대법원에 위에서 언급된 모든 소송을 중지하고 대법원이 증권거래위원회 대 일렉트릭 본드 앤 셰어 컴퍼니 사건을 통해 PUHCA의 유효성을 결정하도록 동의를 요청했다. 1935년 11월 26일, SEC는 법 제18조에 명시된 권한에 따라 뉴욕 남부 지방 법원에 일렉트릭 본드 앤 셰어 컴퍼니 및 14개 다른 지주회사들을 상대로 소송을 제기했다. SEC에 대한 다른 모든 소송은 기각되었고, 공익사업 투자 법인 대 유틸리티 전력 및 조명 법인 사건 (82 F. 2d. 21, C. C. A., 4th, 1936)에서 법원이 등록 행위가 회사에 회복할 수 없는 손해를 입히지 않는다고 판결한 한 건만 SEC에 유리하게 결정되었다.
1938년 3월 28일, 미국 대법원은 SEC와 1935년 공익사업법에 찬성하여 이 법을 시행할 완전한 권한을 부여했다. 3개월 이내에 142개 지주회사가 SEC에 등록했으며, 이는 51개의 별도 공익사업 시스템을 구성했고, 524개의 개별 지주회사와 1,524개의 자회사 및 운영 회사를 포함했다. 이 법이 가져온 극적인 영향의 한 예는 컬럼비아 가스 & 일렉트릭 코퍼레이션(Columbia Gas & Electric Corporation) 사례에서 기록되었는데, 이 사례에서는 보통주의 자본이 1억 9,434만 9,005.62달러에서 1,230만 4,282.00달러로 총 1억 8,204만 4,723.62달러가 부패한 지주회사 구조의 제거로 감소했다.
1940년, 중개 회사, 보험 회사 및 전력 산업과의 관계에 대한 의회 조사 결과 미들 사우스 유틸리티(Middle South Utilities), 서던 그룹(Southern Group), 일렉트릭 본드 앤 셰어 컴퍼니(Electric Bond and Share Company) 모두 모건 스탠리(Morgan Stanley)의 자금 지원을 받았으며, 월스트리트는 국내 전력 산업의 거의 80%에 재정적 영향력을 행사하고 있음이 드러났다.

### PUHCA 법적 문제 목록
- SEC v. EBASCo., 18 F. Supp. 131 (S.D.N.Y. 1937
- EBASCo. v. SEC, 92 F.2d 580 (2d Cir. 1937)
- 1938년 일렉트릭 본드 앤 주식회사 v. 증권거래위원회
- 1943년 - American Gas & Electric Co. v. Security and Exchange Commission
- 1944년 - 미국 델라웨어 지방법원: United Gas Corp.
- 1945년 - American Power & Light Co. v. Securities & Exchange Commission
- 1946년 - American Power & Light Co. v. Securities and Exchange Commission
- 1946년 - North American Co. v. SEC
- 1949년 - 미국 대법원 - Electric Power & Light Co.
- 1952년 - Kantor v. American & Foreign Power Co.
- 1953년 - 미국 뉴욕 지방법원 - Electric Bond and Share Co.
- 1954년 - 미국 항소 법원 - Electric Power & Light Corporation

## 요약
이 법은 증권거래위원회(SEC)가 지주회사가 비유틸리티 사업에 참여하는 것을 승인하도록 요구했으며, 이러한 사업은 유틸리티의 규제 대상 사업과 분리되어야 했다. 지주회사는 SEC에 등록해야 했으며, SEC는 이후 행정 절차를 통해 각 지주회사를 단일 통합 전력 시스템(일부 예외 제외) 소유로 제한하고, 다른 공익사업 및 비관련 회사의 증권을 매각하도록 했다.
이 법은 또한 SEC에 불필요한 기업 계층을 제거하기 위해 공익사업의 기업 구조를 단순화할 권한을 부여했다. 개별 운영 공익사업 회사는 특정 사업 운영을 중앙 서비스 회사로 집중화할 수 있었지만, 모든 서비스 회사는 SEC 및 연방 전력 위원회의 규제를 받았다. (1977년에 연방 전력 위원회는 연방 에너지 규제 위원회(FERC)로 대체되었다).
그 결과, 주 공익사업 위원회가 특정 주의 공익사업을 규제할 때, 해당 주의 요금 납부자는 지주회사가 둘 이상의 주에서 운영할 때 비용을 이중으로 회수하는 것을 방지하기 위해 SEC 승인 공식에 따라 해당 주의 전력 회사에 할당된 모든 공통 서비스 회사 비용의 지분만을 지불하게 되었다.
SEC가 절차에서 PUHCA의 매각 조항을 엄격하게 시행하고 단일 통합 전력 시스템을 제외한 모든 기업 소유 자산의 매각을 명령했기 때문에, 영향을 받는 지주회사들은 자발적인 매각 계획을 제출했다. 그 결과, 1948년까지 지주회사들은 약 120억 달러 상당의 자산을 자발적으로 매각했으며, 영향을 받는 지주회사가 통제하는 자회사 수는 1,983개에서 303개로 줄어들었다.
중요한 조항은 지주회사 계열사 간의 재화 또는 서비스 판매를 이윤을 남기지 못하게 금지했다. 이러한 규칙은 공익사업체가 중앙 구매 계열사가 지불한 가격보다 공익사업 운영 회사가 지불한 가격을 인위적으로 올려 비용 기반 규제 요금을 인상하는 것을 방지했다.
이 조항의 눈에 띄는 영향 중 하나는 전차에 있었다. 대부분의 전차 회사는 전력 공익사업 지주회사가 소유한 사기업이었다. 전차 회사는 일반적으로 규제 대상이 아니었고, 전력 공익사업체는 규제 대상이었다. 운송 회사에 직접 투자함으로써 전력 회사들은 대공황 시기에도 "현금 젖소" 역할을 했으며, 제한된 투자 수익의 기초를 늘릴 수 있었다.
이 조항의 결과는 공익사업체가 소유한 전차 회사의 매각이었고, 이 회사들은 다양한 당사자들에게 인수되어 버스나 무궤도 전차로 대체되기 위해 매우 자주 해체되었다. 매각의 가장 큰 여파는 제너럴 모터스 전차 해체 음모였다.

## 유산
수년 동안 공익사업 산업과 공익사업체의 잠재적 소유주들은 PUHCA가 시대에 뒤떨어졌다고 주장하며 의회에 PUHCA 폐지를 강력히 로비했다. 예를 들어, 1989년 제너럴 공익사업(GPU)의 CEO였던 스탠리 H. 호흐는 두 가지 주요 임무를 가지고 있었다: 관리 인력을 줄이고 비용을 절감하며, 1935년 공익사업지주회사법의 폐지를 위해 싸우는 것이었다.
2005년 8월 8일, 2005년 에너지 정책법이 양원을 통과하고 법으로 제정되어 PUHCA를 폐지했다. 폐지는 2006년 2월 8일에 발효되었다. 이 법은 "2005년 공익사업지주회사법"이라는 일련의 법률로 대체되었는데, 이는 FERC에 다주 전력 공익사업 지주회사의 비용을 개별 운영 자회사에 할당하는 제한적인 역할을 부여했다. 새로운 법에 대해 소비자, 환경 단체, 노동 조합, 신용평가사의 반대가 있었다.
2005년 법은 지주회사의 천연가스 자회사를 제외하고 전력 자회사에만 적용되는 많은 조항을 가지고 있었다. 2005년 12월 8일, FERC는 의회에 2005년 법을 개정하여 FERC가 가스 자회사에 대한 비용 할당 권한과 가스 자회사에 대한 더 큰 집행 권한을 부여하도록 권고했지만, 의회는 FERC의 요청에 대해 조치하지 않았다.

## 같이 보기
- 샘 레이번
- 버턴 K. 휠러